# رابرت سوییت
رابرت سوییت (انگلیسی: Robert Sweet; زاده ۲۱ مارس ۱۹۶۰) طبل‌زن، تهیه‌کننده اهل ایالات متحده آمریکا است. وی از سال ۱۹۷۵ میلادی تاکنون مشغول فعالیت بوده است.